# Giovanni Targioni-Tozzetti
Giovanni Targioni-Tozzetti (Liorna, 17 de març de 1863 - Liorna, 30 de maig de 1934) fou un llibretista italià.
Va ser amic personal del compositor Pietro Mascagni, tant és així que li va escriure diversos llibrets per les seves òperes, incloent el de Cavalleria rusticana, en col·laboració amb Guido Menasci. Amb Menascì també va escriure el llibret per Regina Díaz d'Umberto Giordano.

## Llibrets escrits per Pietro Mascagni
- Cavalleria rusticana (1890)
- I Rantzau (1892)
- Silvano (1895)
- Zanetto (1896)
- Pinotta (1932)
- Nerone (1935)